# Aurée d'Ostie
Sainte Aurée d'Ostie ou Aure  (en latin Aurea (puella), en grec, Chryse ; les deux noms signifiant « fille d'or ») est une martyre chrétienne du IIIe siècle vénérée sainte par l'Église catholique, et fêtée le 20 mai. Elle est la patronne d'Ostie, notamment des marins.

## Martyre et miracles
Selon la tradition, elle a été martyrisée au milieu du IIIe siècle, soit sous le règne de l'empereur romain Claude II le Gothique ou de Trebonien Galle. Elle est présumée avoir été de sang royal ou noble et a été exilée de Rome à Ostie parce qu'elle était chrétienne. À Ostie, elle a vécu dans un domaine à l'extérieur des murs de la ville et a maintenu le contact avec les chrétiens locaux, dont l'évêque d'Ostie, Cyriacus (ou Quiriacus).
Les miracles associés à Aurée alors qu'elle était à Ostie, racontent comment un prisonnier chrétien nommé Censorinus a miraculeusement desserré ses chaînes après qu'elle l'ait réconforté. Dix-sept soldats, convertis au christianisme à la suite de ce miracle, ont été décapités près de l'arc de Caracalla d'Ostie. Une autre légende raconte qu'Aurée et ses amis ont également ramené à la vie le fils mort d'un cordonnier. Ulpius Romulus a exécuté les amis d'Aurée et torturé celle-ci. Lorsqu'elle refusa de sacrifier aux dieux romains, elle fut jetée à la mer avec une pierre attachée autour du cou. Son corps a tout de même été retrouvé sur le rivage.

## Vénération

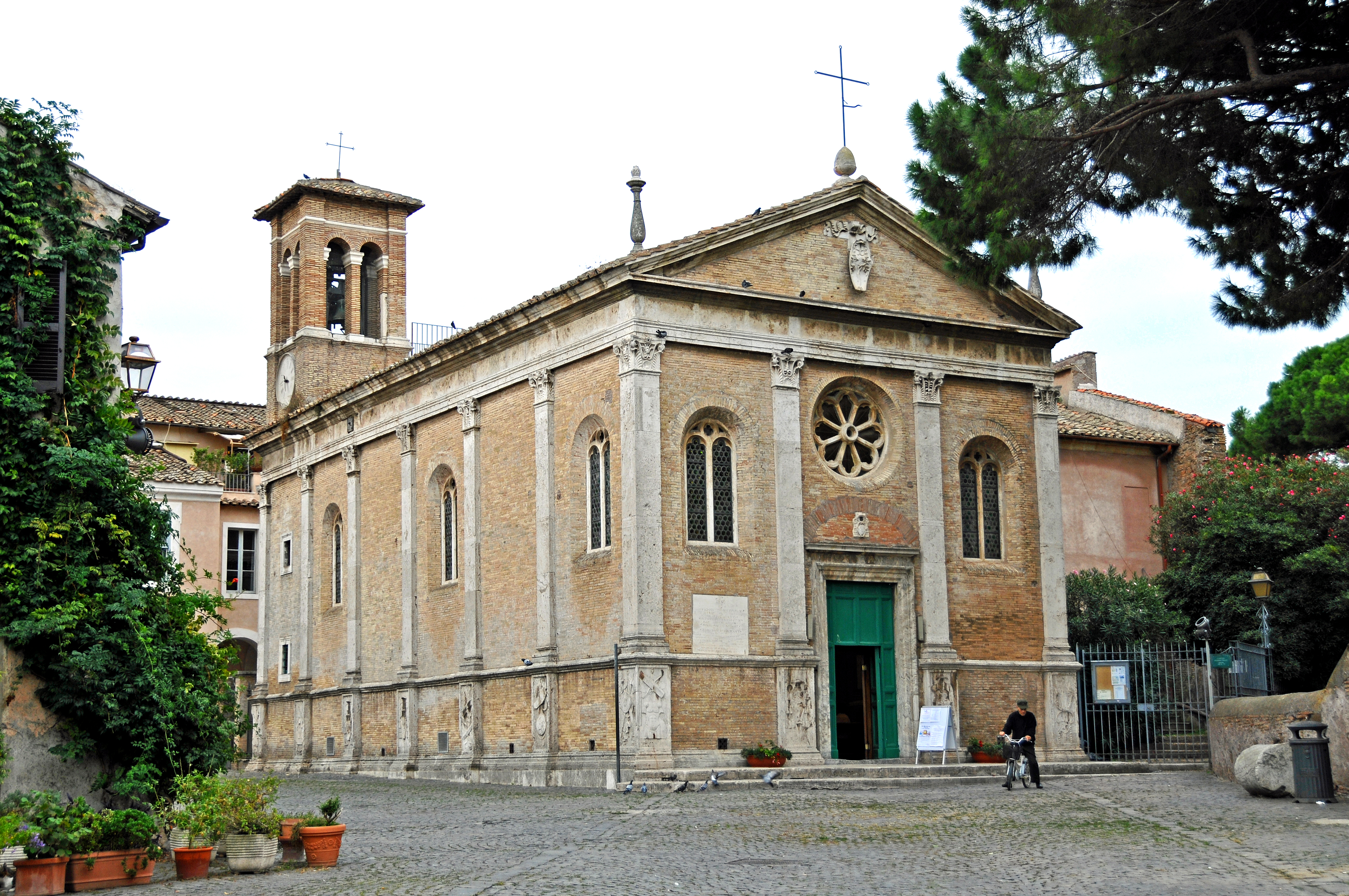
La basilique Sainte-Aurée à Ostie.

Selon la tradition, Aurée a été enterrée dans un domaine familial à Ostie. L'église de Sant'Aurea a été édifiée autour de sa tombe. Elle a été reconstruite au XVe siècle. Un fragment d'une inscription chrétienne faisant référence à Aurée a été redécouvert près de Sant'Aurea en 1981 et a ensuite été transféré au château d'Ostie. Il se lit comme suit : CHRYSE HIC DORM[IT] (« Chryse dort ic »). C'est peut-être son inscription funéraire originale, mais elle peut aussi avoir été ajoutée plus tard à la tombe. Une colonne de marbre datant peut-être du Ve siècle a été découverte en 1950 près de la même église. On peut y lire S.AVR.

## Source
- (en) Cet article est partiellement ou en totalité issu de l’article de Wikipédia en anglais intitulé « Aurea of Ostia » (voir la liste des auteurs).